# John Rhys-Davies
John Rhys–Davies (ur. 5 maja 1944 w Ammanford) – brytyjski aktor i producent filmowy. Odtwórca roli krasnoluda Gimlego i głosu Drzewca w ekranizacji powieści J.R.R. Tolkiena Władcy Pierścieni, a także jako Sallah w filmach Poszukiwacze zaginionej Arki (1981) Indiana Jones i ostatnia krucjata (1989) oraz Indiana Jones i artefakt przeznaczenia (2023)

## Życiorys

### Wczesne lata
Urodził się w Ammanford w Walii jako syn Mary Margaretty Phyllis Jones, pielęgniarki, i Rhysa Daviesa, inżyniera mechanika. Wkrótce jego rodzina przeprowadziła się do Afryki. Wychowywał się w Tanganice i Salisbury w Wiltshire. Na początku lat pięćdziesiątych jego rodzina mieszkała przez kilka lat w Kongwa, Dar es Salaam, Moshi i Mwanza w Tanzanii, podczas gdy jego ojciec służył tam jako oficer policji kolonialnej.
John Rhys-Davies kształcił się w Truro. Ukończył język angielski na Uniwersytecie Wschodniej Anglii, był jednym z pierwszych 105 przyjętych studentów i założył tam Towarzystwo Dramatyczne. Uczył się aktorstwa w County Secondary School w Watton. Został przyjęty do Royal Academy of Dramatic Art i stał się członkiem stowarzyszonym akademii.

### Kariera
Debiutował w The Maddermarket Theatre w Norwich. W 1964 przyjął rolę Garetha w operze mydlanej Crossroads, emitowanej przez kanał ITV. Potem występował gościnnie w serialach: Kapitän Harmsen (1970) z Judy Winter, The Guardians (1971) i Budgie (1971–1972) jako Laughing Spam Fritter u boku piosenkarza Adama Faitha. W 1970 trafił na londyńską scenę Mermaid Theatre w roli Sebastiana w Burzy Williama Szekspira. Powrócił na szklany ekran serialu Czarny Królewicz (1974) jako Alfred Kidney i po raz pierwszy dostał się do obsady filmów fabularnych jako zawodnik rugby union w dramacie Jacka Cardiffa Penny Gold (1974) z Francescą Annis, Jossem Acklandem i Nickym Hensonem, a także w dreszczowcu Dona Siegela Wiatraki śmierci (The Black Windmill, 1974) u boku Michaela Caine’a i Donalda Pleasence’a.
W 1974 wystąpił z Dolphin Theatre Company w sztuce Dylana Thomasa Under Milk Wood w Shaw Theatre. W latach 1977–1978 grał z Royal Shakespeare Company w przedstawieniach: Jak wam się podoba jako Duke Frederick Lorenzaccio Alfreda de Musseta jako kapitan Vitelli czy Henryk IV, część 1 i Henryk IV, część 2 jako kardynał Beaufort.
Znalazł się w obsadzie w telewizyjnym komediodramacie biograficznym ITV Nagi urzędnik (The Naked Civil Servant, 1975) jako Barndoor z Johnem Hurtem, serialu BBC Ja, Klaudiusz (1976) jako Makron, adaptacji telewizyjnej ITV Kupiec wenecki (1980) jako Salerio z Johnem Nettlesem i Kennethem Cranhamem, heist filmie Napad (A Nightngale Sang in Berkeley Square, 1979) jako Solicitor z Richardem Jordanem, Elke Sommer, Oliverem Tobiasem i Davidem Nivenem oraz telewizyjnym filmie biblijnym CBS Piotr i Paweł (Peter and Paul, 1981) w roli Sylwana z Robertem Foxworthem i Anthonym Hopkinsem. Za kreację w antagonisty Vasca Rodriguesa, rubasznego i obscenicznego bojownika, pełniącego w tym wypadku funkcję towarzysza głównego bohatera (Richard Chamberlain) w miniserialu NBC Szogun (1980) był nominowany do nagrody Emmy. W produkcji Stevena Spielberga Poszukiwacze zaginionej Arki (1981) i Indiana Jones i ostatnia krucjata (1989) u boku Harrisona Forda zagrał postać Sallaha.
Zagrał w ekranizacji powieści Waltera Scotta Ivanhoe (1982) z Jamesem Masonem, Anthonym Andrewsem i Samem Neillem jako Reginald Front-de-Boeuf, komedii muzycznej Blake’a Edwardsa Victor/Victoria (1982) jako Andre Cassell z Julie Andrews, dramacie przygodowym Andrew V. McLaglena Sahara (1983) jako Rasoul, wujek dobrego przywódcy walczących plemion z Brooke Shields i Lambertem Wilsonem, filmie fantasy Miecz bohaterów (1984) jako Baron Fortinbras z Seanem Connery oraz adaptacji telewizyjnej powieści Rudyarda Kiplinga Kim (1984) jako Babu z Peterem O’Toole, filmie przygodowym J. Lee Thompsona Kopalnie króla Salomona (1985) jako Dogati z Richardem Chamberlainem i Sharon Stone, filmie z cyklu przygód Jamesa Bonda W obliczu śmierci (1987) jako generał Leonid Puszkin z Timothym Daltonem, telewizyjnym melodramacie wojennym Britannic (2000) w roli kapitana Barletta oraz ekranizacji Księgi Estery – Jedna noc z królem (One Night with the King, 2006) jako Mardocheusz.
Występował w serialach: BBC Ja, Klaudiusz (1976) jako Makron, ITV Robin z Sherwood (1983–1986) jako Ryszard I Lwie Serce, miniserialu ABC Wojna i pamięć (1988) jako Sammy Mutterperl, Nietykalni (1993−1994) jako agent Michael Malone oraz Sliders (1995–1997) jako profesor Maximillian Arturo.
Użyczył głosu Kassimowi w filmie animowanym Disneya Aladyn i król złodziei (1996), Makbetowi w Gargoyles (1995–1996), Man Rayowi w SpongeBob Kanciastoporty (2000−2002), Hadesowi w Lidze Sprawiedliwych (2002) oraz Tobiasowi w grze komputerowej Freelancer (2003).

## Życie prywatne
W grudniu 1966 poślubił Suzanne Wilkinson. Mieli dwóch synów: Bena i Toma. Chociaż rozstali się w 1985, nadal byli małżeństwem. Gdy Suzanne przechodziła chorobę Alzheimera, pozostał blisko niej i opiekował się nią, dopóki nie zmarła.
W 2004 związał się z Lisą Manning. Mają córkę Maię.
W 2018 roku w wywiadzie dla polskiego portalu "natemat" jako gość festiwalu Warsaw Comic Con przyznał się, że jest zwolennikiem Brexitu.

## Filmografia

### Filmy fabularne
| Rok  | Tytuł                                         | Rola                                 | Reżyser                         |
| ---- | --------------------------------------------- | ------------------------------------ | ------------------------------- |
| 1974 | Wiatraki śmierci                              | fałszywy policjant wojskowy          | Don Siegel                      |
| 1981 | Poszukiwacze zaginionej Arki                  | Sallah                               | Steven Spielberg                |
| 1982 | Ivanhoe (TV)                                  | Front de Boeuf                       | Douglas Camfield                |
| 1982 | Victor/Victoria                               | Andre Cassell                        | Blake Edwards                   |
| 1984 | Miecz bohaterów                               | Baron Fortinbras                     | Stephen Weeks                   |
| 1985 | Kopalnie króla Salomona                       | Dogati                               | J. Lee Thompson                 |
| 1986 | Słoneczny wojownik                            | Corky Taylor                         | J. Lee Thompson                 |
| 1987 | W obliczu śmierci                             | generał Leonid Puszkin               | John Glen                       |
| 1989 | Indiana Jones i ostatnia krucjata             | Sallah                               | Steven Spielberg                |
| 1989 | Hulk przed sądem (TV)                         | Wilson Fisk                          | Bill Bixby                      |
| 1993 | Bar Zachodzącego Słońca                       | Stockton, skorumpowany policjant INS | Kevin Connor                    |
| 1994 | Podniebna krucjata                            | Bruder Parvus                        | Klaus Knoesel, Holger Neuhauser |
| 1994 | Anioł śmierci                                 | Żmuda                                | Bob Misiorowski                 |
| 1996 | Wielka biała pięść                            | Johnny Windsor                       | Reginald Hudlin                 |
| 1996 | Aladyn i król złodziei                        | Kassim (głos)                        | Tad Stones                      |
| 1997 | Koty nie tańczą                               | Woolie Mammoth (głos)                | Mark Dindal                     |
| 1997 | Krwawy sport III                              | Jacques Duvalier                     | Alan Mehrez                     |
| 1999 | Opiekunka (TV)                                | Nigel Kent                           | Mark Griffiths                  |
| 2000 | Britannic (TV)                                | kapitan Bartlett                     | Brian Trenchard-Smith           |
| 2001 | Władca Pierścieni: Drużyna Pierścienia        | Gimli                                | Peter Jackson                   |
| 2002 | Władca Pierścieni: Dwie wieże                 | Gimli / Drzewiec (głos)              | Peter Jackson                   |
| 2002 | Tygrys szablozębny                            | Anthony Bricklin                     | James D.R. Hickox               |
| 2003 | Coronado                                      | prezydent Hugo Luis Ramos            | Claudio Fäh                     |
| 2003 | Helena Trojańska (TV)                         | Król Priam                           | John Kent Harrison              |
| 2003 | Księga dżungli 2                              | ojciec Ranjana (głos)                | Steve Trenbirth                 |
| 2003 | Medalion                                      | komandor Hammerstock-Smythe          | Gordon Chan                     |
| 2003 | Władca Pierścieni: Powrót króla               | Gimli / Drzewiec (głos)              | Peter Jackson                   |
| 2004 | Pamiętnik księżniczki 2: Królewskie zaręczyny | Viscount Mabrey                      | Garry Marshall                  |
| 2004 | Muszkieterka (TV)                             | Portos                               | Steve Boyum                     |
| 2005 | Chupacabra – mroczne otchłanie                | kapitan Randolph                     | John Shepphird                  |
| 2006 | Sposób na rekina                              | Morson (głos)                        | Howard E. Baker, John Fox       |
| 2007 | Dungeon Siege: W imię króla                   | Merick                               | Uwe Boll                        |
| 2008 | W krainie ognia i lodu (TV)                   | Sangimel                             | Pitof                           |
| 2010 | Tom i Jerry i Sherlock Holmes                 | Dr Watson (głos)                     | Spike Brandt, Jeff Siergey      |
| 2013 | Scooby-Doo! Wyprawa po mapę skarbów           | Gnarlybeard (głos)                   | Jomac Noph                      |
| 2014 | Szaweł – droga do Damaszku                    | Kajfasz                              | Mario Azzopardi                 |
| 2015 | Zabić Jezusa (TV)                             | Annasz                               | Christopher Menaul              |
| 2018 | Aquaman                                       | Król morski (głos)                   | James Wan                       |
| 2023 | Indiana Jones i tarcza przeznaczenia          | Sallah                               | James Mangold                   |

### Seriale TV
| Rok       | Tytuł                                  | Rola                          |
| --------- | -------------------------------------- | ----------------------------- |
| 1976      | Ja, Klaudiusz                          | Makron                        |
| 1980      | Szogun                                 | Vasco Rodrigues               |
| 1984      | Robin z Sherwood                       | Ryszard I                     |
| 1988      | Napisała: Morderstwo                   | Harry Mordecai                |
| 1988      | Wojna i pamięć                         | Sammy Mutterperl              |
| 1989      | Napisała: Morderstwo                   | Lancaster                     |
| 1991      | Tajemnica mrocznej dżungli             | O’Connor                      |
| 1991      | Opowieści z krypty                     | Duval                         |
| 1992      | Batman                                 | Wacław „Baron” Józek (głos)   |
| 1993–1994 | Nietykalni                             | agent Michael Malone          |
| 1994      | Napisała: Morderstwo                   | Harry Mordecai                |
| 1995–1997 | Sliders                                | profesor Maximillian Arturo   |
| 1995      | Fantastyczna Czwórka                   | Thor (głos)                   |
| 1996      | Incredible Hulk                        | Thor (głos)                   |
| 1996      | Mortal Kombat: Defenders of the Realm  | Asgarth (głos)                |
| 1995–1996 | Gargoyles                              | Makbet (głos)                 |
| 1997      | Star Trek: Voyager                     | Leonardo da Vinci             |
| 2000−2002 | SpongeBob Kanciastoporty               | Man Ray (głos)                |
| 2002      | Liga Sprawiedliwych                    | Hades (głos)                  |
| 2002      | Fillmore na tropie                     | Lenny (głos)                  |
| 2006      | Super Robot Monkey Team Hyperforce Go! | kpt. Proteus (głos)           |
| 2009      | Krod Mandoon i Gorejąca Klinga Ognia   | Grimshank                     |
| 2010      | Miecz prawdy                           | Horace                        |
| 2012      | Świry                                  | kurator muzeum                |
| 2014      | Dawno, dawno temu                      | Paddie, kamienny troll (głos) |
| 2015      | Przygody Kota w butach                 | Goodsword (głos)              |
| 2016      | Lwia Straż                             | Król Sokwe (głos)             |
| 2016      | Kroniki Shannary                       | Eventine Elessedil            |
| 2019      | OK K.O.! Po prostu walcz               | Woolie Mammoth (głos)         |